# Maurens (Dordonha)
Maurens foi uma comuna francesa na região administrativa da Nova Aquitânia, no departamento Dordonha. Estendia-se por uma área de 22,33 km². Em 2010 a comuna tinha 1 619 habitantes (densidade: 72,5 hab./km²).
Em 1 de janeiro de 2019, passou a formar parte da nova comuna de Eyraud-Crempse-Maurens.